# Administration territoriale de Montréal
Cette liste répertorie les 16 municipalités locales de la région de Montréal par ordre alphabétique. Il n'y a ni réserve indienne ni de territoire non organisé sur le territoire géré par la Communauté métropolitaine de Montréal.

## Municipalités locales
| Nom                     | Désignation             | Superficie km² | Population 2021 | Code géographique |
| ----------------------- | ----------------------- | -------------- | --------------- | ----------------- |
| Baie-D'Urfé             | ville                   | 8              | 3 764           | 2466112           |
| Beaconsfield            | ville                   | 24,5           | 19 277          | 2466107           |
| Côte-Saint-Luc          | ville                   | 6,95           | 34 504          | 2466058           |
| Dollard-Des Ormeaux     | ville                   | 15,1           | 48 403          | 2466142           |
| Dorval                  | ville                   | 29,1           | 19 302          | 2466087           |
| Hampstead               | ville                   | 1,8            | 7 037           | 2466062           |
| Kirkland                | ville                   | 9,6            | 19 413          | 2466102           |
| L'Île-Dorval            | ville                   | 0,2            | 10              | 2466092           |
| Mont-Royal              | ville                   | 7,46           | 20 953          | 2466072           |
| Montréal                | ville                   | 498            | 1,8 M           | 2466023           |
| Montréal-Est            | ville                   | 14             | 4 394           | 2466007           |
| Montréal-Ouest          | ville                   | 1,4            | 5 115           | 2466047           |
| Pointe-Claire           | ville                   | 34,7           | 33 488          | 2466097           |
| Sainte-Anne-de-Bellevue | ville                   | 11,2           | 5 027           | 2466117           |
| Senneville              | municipalité de village | 18,6           | 951             | 2466127           |
| Westmount               | ville                   | 4              | 19 658          | 2466032           |
| Total                   |                         | 684,61         | 2 M             |                   |